# Leketor Member-Meneh
Leketor Member-Meneh (Saint Louis, 1º giugno 1999) è una pallavolista statunitense, schiacciatrice delle Indy Ignite.

## Carriera

### Club
La carriera pallavolistica di Leketor Member-Meneh inizia nei tornei scolastici del Missouri, giocando per la Lutheran HS South. Dopo il diploma gioca nella lega universitaria NCAA Division I con la Missouri, militando nelle Tigers dal 2017 al 2020 (con quest'ultima annata conclusa nel 2021 a causa della pandemia di COVID-19 negli Stati Uniti d'America); conclude la sua carriera universitaria nel 2021, quando si trasferisce alla Pittsburgh, ricevendo qualche riconoscimento individuale.
Nella stagione 2022-23 inizia la sua carriera da professionista in Italia, partecipando alla Serie A2 con la Futura Giovani. Dopo questa esperienza torna in patria per disputare la Pro Volleyball Federation 2024 con le Atlanta Vibe, dopo la quale partecipa alla Athletes Unlimited del 2024. Per la Pro Volleyball Federation 2025 viene invece ingaggiata dalle Indy Ignite.

## Palmarès

### Premi individuali
- 2021 - All-America Second Team
- 2021 - NCAA Division I: Pittsburgh Regional MVP
- 2021 - NCAA Division I: Columbus National All-Tournament Team